# George Henry Lewes
George Henry Lewes (Londen, 18 april 1817 – aldaar, 30 november 1878) was een Engelse filosoof, literair criticus en schrijver van toneelkritieken. Hij was een belangrijke vertegenwoordiger van de stroming in het victoriaanse Engeland die openstond voor darwinisme, positivisme en scepticisme tegenover bijvoorbeeld religie. Hij dankt zijn bekendheid echter vooral aan zijn relatie met de schrijfster George Eliot, met wie hij samenwoonde zonder getrouwd te zijn.

## Levensloop
Lewes werd geboren in Londen als onechte zoon van een dichter van het tweede plan, John Lee Lewes, en Elizabeth Ashweek. Toen hij zes was, trouwde zijn moeder een zeekapitein in ruste. De familie verhuisde nogal eens en Lewes ging achtereenvolgens naar school in Londen, Jersey, Bretagne en Greenwich. Daarna studeerde hij eerst handelswetenschappen en daarna geneeskunde, maar hij brak beide studies voortijdig af. Hij besloot acteur te worden en tussen 1841 en 1850 trad hij regelmatig op in toneelstukken. Uiteindelijk besloot hij zich te wijden aan literatuur, wetenschap en filosofie.
Al in 1836 had hij zich aangesloten bij een gezelschap dat zich bezighield met de studie van filosofische vraagstukken en bediscussieerde hij de Schotse filosofische school (met als belangrijke vertegenwoordigers Thomas Reid, Adam Ferguson en Dugald Stewart).
Hij raakte bevriend met James Henry Leigh Hunt, een bekende literaire criticus, en ontmoette dankzij hem ook andere bekende mensen uit het Londense literaire leven, zoals John Stuart Mill, Thomas Carlyle en Charles Dickens.
In 1841 trouwde hij met Agnes Jervis (1822-1902). Lewes en Jervis hadden een open huwelijk. Samen kregen ze drie zoons, Charles (1842-1891), Thornton (1844-1869) en Herbert (1846-1875), maar Agnes Jervis kreeg ook vier kinderen van de zoon van James Henry Leigh Hunt, Thornton Leigh Hunt (1810-1873), die samen met Lewes het politieke weekblad The Leader redigeerde. Omdat Lewes de eerste twee kinderen van Agnes met Hunt had erkend, was hij volgens de toenmalige wetgeving medeschuldig aan overspel en kon hij daarom niet scheiden.
Lewes hield zich in leven met het schrijven van bijdragen, meestal filosofische beschouwingen en recensies, voor een groot aantal tijdschriften. Bij sommige van die tijdschriften maakte hij deel uit van de redactie.  Hij schreef ook boeken, te beginnen met The Biographical History of Philosophy van 1846.
Lewes leerde Mary Ann Evans, de schrijfster die zich later George Eliot zou gaan noemen, in 1851 kennen. In 1854 besloten ze te gaan samenleven. Als ‘huwelijksreis’ fungeerde een reis naar Weimar en Berlijn. Vanaf dat moment beschouwden ze zich als getrouwd. Mary Ann noemde zich Marian Evans Lewes en sprak over Lewes als haar ‘echtgenoot’. Voor Lewes’ drie zoons was ze een tweede moeder. Ze verpleegde de tweede zoon Thornie (Thornton) Lewes tijdens de laatste maanden van zijn leven, toen hij aan tuberculose leed.
De buitenwereld had grote moeite met een paar dat openlijk ongetrouwd samenwoonde. De eerste jaren werden Evans en Lewes gemeden. Evans’ familie verbrak alle contacten met haar. Pas geleidelijk bouwde het paar een nieuwe vriendenkring op, waarbij het feit dat Mary Ann Evans onder de naam George Eliot een succesvolle carrière als romanschrijfster opbouwde, natuurlijk wel een rol speelde.
Lewes en Evans voelden zich eindelijk compleet geaccepteerd in 1877, toen ze ontvangen werden door prinses Louise, een dochter van koningin Victoria. Victoria was zelf een groot bewonderaarster van de romans van George Eliot.
Lewes en Evans maakten vele reizen. Ze gingen enkele malen terug naar Duitsland en bezochten onder andere ook Wales, Italië, Zwitserland en Spanje. Lewes was degene die doorgaans namens George Eliot de contacten onderhield met haar uitgever, John Blackwood.
In de zomer van 1878 werd Lewes ziek. Pas een paar dagen voor zijn dood bleek de gediagnosticeerde enteritis maagkanker te zijn. Hij overleed op 30 november 1878. Hij ligt begraven op het Highgate Cemetery in Londen. Twee jaar later kreeg Mary Ann Evans een graf naast hem.
Alleen de oudste van zijn drie zoons, Charles Lewes, overleefde hem. Hij bracht het tot lid van de gemeenteraad van Londen.

## Werk
Lewes’ meest gelezen werk is waarschijnlijk zijn biografie Life of Goethe van 1855, dat ook in het Duits vertaald is. Samen met Thornton Leigh Hunt schreef hij in 1849 Robespierre, dat veel minder bekend is.
Zijn filosofische hoofdwerk is The Problems of Life and Mind, dat onvoltooid was toen hij overleed. George Eliot heeft het deel afgemaakt waar hij aan bezig was. Lewes verkent hier het grensgebied tussen filosofie en psychologie.
Lewes schreef ook veel over de natuurwetenschappen; vooral de biologie had zijn belangstelling. Van hem is het idee afkomstig dat een zenuw altijd op dezelfde manier werkt, ongeacht of een visueel, auditief of tactiel signaal wordt doorgegeven.
Van zijn kritieken waren tijdens zijn leven vooral zijn toneelrecensies bekend. Lewes geldt als een pionier in dit genre. Ze zijn gebundeld in The Spanish Drama van 1846 en Actors and Acting van 1875.
Lewes publiceerde ook twee romans, Ranthorpe en Rose, Blanche and Violet, die nu vrijwel vergeten zijn.

## Publicaties
- The Biographical History of Philosophy, 1846.
- The Spanish Drama, 1846.
- Ranthorpe, 1847.
- Rose, Blanche and Violet, 1848.
- Robespierre, 1849.
- Comte's Philosophy of the Sciences, 1853.
- Life of Goethe, 1855.
- Seaside Studies, 1858.
- Physiology of Common Life, 1859.
- Studies in Animal Life, 1862.
- Aristotle, a Chapter from the History of Science, 1864.
- Actors and Acting, 1875.
- The Problems of Life and Mind:
  - First Series: The Foundations of a Creed, Vols I and II, 1875.
  - Second Series: The Physical Basis of Mind, 1877.
  - Third Series: Mind as a Function of Organism, 1879.